# 정든 님
"정든 님"은 1968년 공개된 대한민국의 영화이다.

## 배역
- 김지미 : 유리 역
- 남궁원 : 김치양 역
- 김정훈 : 동궁 역
- 도금봉
- 이대엽 : 고 장군 역
- 이낙훈 : 만복 역
- 방인자
- 남미리
- 박암 : 대량원군 역
- 추석양
- 안인숙 : 샛별 역
- 김웅
- 백봉희
- 임해림
- 윤일주